# Oeceoclades ugandae
Espèce
Synonymes
- Eulophia ugandae Rolfe[1]

Oeceoclades ugandae est une espèce de plantes à fleurs de la famille des Orchidaceae (les orchidées) et du genre Oeceoclades, présente au Ghana, sur l'île de Sao Tomé (Sao Tomé-et-Principe) et en Afrique de l'Est.